# 濱田ヨシ
濱田 ヨシ（はまだ ヨシ、本名：嘉弘、1934年12月10日 - 2014年2月19日）は、日本の洋画家。高知県出身。武蔵野美術大学中退。透明展の創立者。

## 経歴
1934年12月10日、高知県幡多郡に生まれる。
大阪の高校を卒業し、東京の武蔵野美術大学に入学するが、1年で中退。その後東京都杉並区で過ごす。絵を評価されることを好まなかったため公の展覧会などにはあまり出品せず、販売などもほとんど行わなかった。
日本美術家連盟会員。外遊主にフランス。読売アンダパンダン展出展。
自身で作った透明展、グループ展、自宅兼画廊などで個人的に活動しながら、映画や挿絵などを手がけた。
代表作として、黒澤明が監督を務めた映画『夢』の「鴉」のエピソードに使用された、フィンセント・ファン・ゴッホの模写がある。
2002年、片岡鶴太郎に油絵の手解きをした。
2014年2月19日死去

## 主な仕事
- 地獄絵 - 国立歴史民俗博物館展示（1981年）
- 映画『ビルマの竪琴』 - 美術（1985年）
- 映画『夢』 - ゴッホ作品模写（1992年）
- 『阪田寛夫童謡詩集 夕日がせなかをおしてくる　[美しい日本の詩歌7]』岩崎書店、1995年 装画（濱田嘉名義）